# Black Pantera
Black Pantera é uma banda brasileira de crossover thrash formada em Uberaba, em 2014.
É composta por Charles Gama (guitarra, vocal), Chaene da Gama (baixo) e Rodrigo "Pancho" Augusto (bateria). Todos são negros e a banda aborda temas como política, racismo e discriminação em geral em suas letras. O nome da banda é uma homenagem aos Panteras Negras.
A Black Pantera foi influenciada por Bad Brains, Rage Against the Machine, Tupac, Motörhead, James Brown, Metallica, Living Colour, Raimundos, Sepultura e Devotos. Seu som tem elementos de thrash metal, hardcore punk e crossover thrash.
Se apresentaram em festivais como o Afropunk e o Download Festival, além de terem aberto shows ou tocado com bandas como Dead Fish, System of a Down, Slayer, Project46, O Rappa e Sepultura. Já se apresentaram na Colômbia, França, Itália e Estados Unidos.

## História

### 2014—2021: Início -Project Black PanteraeAgressão
A banda foi formada em abril de 2014 na cidade de Uberaba, pelos irmãos Charles Gama (guitarra, vocal, letras) e Chaene da Gama (baixo) juntamente ao baterista Rodrigo "Pancho" Augusto. Inicialmente, Chaene e Rodrigo haviam recusado convite para integrar o projeto, mas depois aceitaram ao ouvir os primeiros materiais preparados por Charles. O primeiro disco, autointitulado, saiu em 2015. O álbum começou a ser preparado quando da fundação do trio e ficou pronto 17 meses depois, sendo lançado no mês de outubro.
Em 2016, foram tocar na edição francesa do festival Afropunk, tendo que promover uma campanha de financiamento coletivo para cobrir as despesas da viagem internacional.
Em 2018, lançaram o segundo disco, Agressão, precedido pelo clipe "Prefácio". No início do ano seguinte, lançaram a faixa "Punk Rock Nigga Roll", acompanhada de um clipe, e depois assinaram com a Deckdisc, após o produtor Rafael Ramos assistir a um show deles com o Dead Fish. Na época, planejavam um álbum para 2020.
Durante uma passagem pela Itália, acreditam terem sofrido discriminação racial em um posto de gasolina, no qual foram abordados e revistados por uma equipe policial que não fez o mesmo com nenhum dos vários outros clientes que estavam no local. De acordo com os músicos, os policiais apontaram irregularidades segundo eles inexistentes na van utilizada pela banda, além de terem rido enquanto os músicos partiam num reboque.
Em junho de 2020, por ocasião do assassinato de George Floyd, lançaram a música "I Can't Breathe", cujo título referencia a frase dita pelo cidadão negro enquanto era asfixiado por um policial durante uma abordagem. O vídeo da ação foi visto no dia 27 de maio por Charles, que se inspirou nele para criar a canção. Dois dias depois a banda se reuniu para gravar a peça e seu clipe. A canção protesta também contra outros casos de brutalidade policial, como as mortes de João Pedro e Ágatha Felix. O vídeo, dirigido por Leonardo Ramalho da Pajé Filmes (que já havia dirigigo o clipe de "Punk Rock Nigga Roll"), mostra Charles sendo enforcado por uma única mão branca; a estética tem como objetivo mostrar que os negros, embora sejam maioria na população mundial, ainda são subjugados pelos racistas.
Ainda em 2020, lançaram o EP Capítulo Negro, com releituras de "Identidade", de Jorge Aragão; "Todo Camburão Tem um Pouco de Navio Negreiro", d'O Rappa; e "A Carne", de Farofa Carioca, tornada notória numa versão de Elza Soares.
Em 10 de outubro de 2020, participaram da primeira edição on-line do evento "Sim à Igualdade Racial", organizado pelo Instituto Identidade Brasil. No mês seguinte, participariam da primeira edição brasileira do Afropunk, mas o mesmo foi cancelado por conta da Pandemia de COVID-19 e convertido em um evento on-line a ser realizado no final de outubro do mesmo ano.

### 2022—2023:Ascensão
Em 1 de fevereiro de 2022 o grupo foi anunciado como uma das bandas a se apresentarem no Palco Sunset do Rock in Rio, juntamente à banda Devotos. O convite havia sido feito em 2020, mas a banda não pôde anunciar a participação por conta de um contrato de confidencialidade. Por ocasião do anúncio, foram convidados pelo jornal O Globo para entrevistar o grupo Living Colour.
Em 2022, foram indicados ao Prêmio Multishow, na categoria "Grupo do Ano".
Em março de 2023, se apresentam no festival Lollapalooza Brasil. No mesmo lançam o videoclipe da música “Não Fode meu Rolê”.
Em novembro de 2023, lançam o EP Griô, com cinco faixas, primeiro da carreira da banda com material exclusivamente em inglês. Griô foi escolhido pela Associação Paulista de Críticos de Arte como um dos 50 melhores álbuns nacionais de 2023.

### 2024—presente:Perpétuo
Em abril de 2024, o Black Pantera figurou no projeto Futuro da Música, da Rolling Stone Brasil.
Em 26 de abril de 2024, disponibilizam o single “Provérbios”, primeira faixa do novo álbum. Em maio, é lançado o single “Tradução”, acompanhado de videoclipe, música do novo álbum da banda. Em 24 de maio de 2024, é lançado o quarto álbum da banda, Perpétuo, pela Deck. A capa foi inspirada em imagem emblemática do grupo norte-americano Panteras Negras em frente ao Tribunal de Oakland, na Califórnia (EUA), em 30 de julho de 1968. Perpétuo foi escolhido pela Rolling Stone Brasil como o segundo melhor de 2024. A faixa “Tradução” recebeu o prêmio de “Música do Ano” da Associação Paulista de Críticos.
Em outubro, abrem para a banda Living Colour em Belo Horizonte e São Paulo.
Em novembro, lançam o clipe de "Candeia", faixa do álbum Perpétuo. No mesmo mês, no dia 2, fazem a abertura do show único do grupo britânico Sleaford Mods, no Carioca Club, São Paulo.
Em 4 de maio de 2025, se apresentam no festival Bangers Open Air, em São Paulo, no mesmo palco em que se apresentaram Dorsal Atlântica, Vader, Haken, Nile e Destruction. Em 24 de maio, se apresentam no Sesc Belenzinho, pela Virada Cultural de São Paulo, com a participação de Clemente (Inocentes), Cannibal (Devotos) e Natália Matos (Punho de Mahin).
No primeiro semestre de 2025, conquistam o Prêmio da Música Brasileira na categoria Artista de Rock.
Em junho, lançam o single "Unfuck This" pela gravadora Deck. No mesmo mês, no dia 14 de junho, se apresentam no festival Best of Blues and Rock, no Parque Ibirapuera, em São Paulo, no mesmo dia de Alice Cooper.

## Discografia
Álbuns de estúdio
- Project Black Pantera (2015)
- Agressão (2019)
- Ascensão (2022)
- Perpétuo (2024)

Álbuns ao vivo
- Black Pantera no Estúdio Showlivre (Ao Vivo) (2018)[67]

EPs
- Capítulo Negro (2020)
- Griô (2023)

## Prêmios e indicações

### Prêmio APCA (Associação Paulista dos Críticos de Arte)
| Ano  | Categoria      | Indicação     | Resultado |
| ---- | -------------- | ------------- | --------- |
| 2025 | Melhor Música  | "Tradução"    | Venceu    |
| 2025 | Melhor Disco   | Perpétuo      | Indicado  |
| 2025 | Melhor Show    | Black Pantera | Indicado  |
| 2025 | Artista do Ano | Black Pantera | Indicado  |

### Prêmio da Música Brasileira
| Ano  | Categoria          | Indicação     | Resultado |
| ---- | ------------------ | ------------- | --------- |
| 2025 | Artista de Rock    | Black Pantera | Venceu    |
| 2025 | Lançamento de Rock | Perpétuo      | Indicado  |

### Prêmio Multishow
| Ano  | Categoria   | Indicação  | Resultado |
| ---- | ----------- | ---------- | --------- |
| 2024 | Rock do Ano | "Perpétuo" | Indicado  |
| 2024 | Rock do Ano | "Tradução" | Indicado  |

### Prêmio Roadie Crew
| Ano  | Categoria             | Indicação | Resultado |
| ---- | --------------------- | --------- | --------- |
| 2024 | Melhor Álbum Nacional | Griô      | Indicado  |